# Pangsau Pass
Pangsau Pass är ett bergspass i Myanmar, på gränsen till Indien. Det ligger i den norra delen av landet, 800 km norr om huvudstaden Naypyidaw. Pangsau Pass ligger 1 185 meter över havet.
Terrängen runt Pangsau Pass är kuperad söderut, men norrut är den bergig. Pangsau Pass ligger uppe på en höjd. Runt Pangsau Pass är det mycket glesbefolkat, med 3 invånare per kvadratkilometer. I omgivningarna runt Pangsau Pass växer i huvudsak städsegrön lövskog.